# Congolanthus longidens
Congolanthus longidens là một loài thực vật có hoa trong họ Long đởm. Loài này được (N.E.Br.) A.Raynal mô tả khoa học đầu tiên năm 1968.